# El Cid: La leyenda
El Cid: La leyenda es una película animada española estrenada el 19 de diciembre de 2003, dirigida por José Pozo y basada en la historia de Rodrigo Díaz de Vivar.

## Argumento
La vida de Rodrigo es la de un hijo de un noble, entre la educación en la corte y las aventuras que comparte con su amada, la hija del conde de Gormaz. Sin embargo, Rodrigo Díaz de Vivar se ve envuelto en una serie de conspiraciones palaciegas. El conde de Gormaz no está de acuerdo con la relación de Rodrigo y su hija e insiste en que esta se case con el conde Ordóñez, aunque sabe que esta le detesta. Un día, Rodrigo le pide al conde de Gormaz la mano de su hija en matrimonio, este se niega y le reta a un duelo de espadas, si le vence, podrá casarse con Jimena. Rodrigo se niega a luchar con él pero el conde le ataca, cuando Rodrigo esquiva una de las acometidas del conde, este cae desde la torre. Con su último suspiro le pide a Jimena que se case con Ordóñez, Jimena entonces abandona a Rodrigo pensando que este ha matado a su padre. En ese mismo momento, Urraca, la hermana del príncipe Sancho le pide a su sirviente y amante que asesine a Sancho, este lo hace y el infante Alfonso es proclamado rey. Durante la ceremonia de coronación, Rodrigo obliga a Alfonso a jurar que él no asesinó a Sancho, Alfonso jura con la mano sobre la Biblia que él no lo hizo. Furioso, Alfonso destierra a Rodrigo de Castilla perdiendo todos sus títulos y posesiones. Rodrigo huye hacia Zaragoza donde sus amigos le siguen. En Zaragoza, Rodrigo y sus amigos rescatan al rey taifa de Zaragoza de su castillo que ha sido atacado por las fuerzas de Ben Yusuf, un tirano almorávide que desea conquistar los reinos castellanos. Rodrigo es nombrado comandante en jefe de las fuerzas del rey taifa zaragozano y junto a sus tropas conquista muchos castillos que pertenecen a Ben Yusuf.
Un día, Rodrigo recibe una carta del rey Alfonso de Castilla. Aunque sus amigos insisten en que es una trampa, Rodrigo acepta encontrarse con él. Ya en el castillo de Alfonso, este le pide que una sus ejércitos a los suyos, a cambio finalizará su destierro y propone ir a las fronteras, pero Rodrigo insiste en dirigirse hacia Valencia, pues es allí donde Yusuf planea atacar. Alfonso, furioso por la negativa de Rodrigo ordena encarcelarle. En la cárcel, Urraca, que está enamorada de él le visita y le da una daga para que asesine a Alfonso. Rodrigo escapa de la cárcel y llega a los aposentos de Alfonso pero no le asesina y escapa del castillo  Antes fue a ver a Jimena, aunque comprueba que esta aún le sigue guardando rencor. Entonces, Alfonso convoca al padre de Rodrigo a su presencia para preguntarle si fue él quien liberó a Rodrigo, este lo niega y culpa a Urraca de los hechos. Entonces, Alfonso ordena a unos soldados que la arresten. Rodrigo se marcha y Jimena también lo hace ya que ella no quiere casarse con un hombre al que no ama. El conde Ordóñez la persigue pero en una pelea entre ambos, son capturados por soldados de Ben Yusuf. Rodrigo se topa con sus tropas y ya reorganizados, Rodrigo y sus amigos se cuelan en el castillo de Yusuf, pero sus soldados rechazan a las tropas de Rodrigo y amenaza con decapitar a Jimena por lo que Rodrigo se ve obligado a rendirse y es encarcelado.
En las prisiones de Yusuf, Rodrigo y sus amigos escapan de la prisión y Garces, uno de los amigos de Rodrigo, logra abrir el rastrillo, por lo que los hombres de Rodrigo logran penetrar dentro del castillo, pero cuando Yusuf está en una de las torres con Jimena, aparece Rodrigo el cual desafía a Yusuf. En medio del duelo, Jimena escapa pero los hombres de Rodrigo se ven superados por las fuerzas de Yusuf, pero cuando todo parecía perdido, en el horizonte se ve cómo las fuerzas de Alfonso se dirigen al castillo y entre todos logran vencer a las tropas de Yusuf. Pero este no se rinde y se dispone a matar a Rodrigo, pero Jimena le lanza la espada y vence a Yusuf. Ya de regreso a Castilla, Alfonso perdona a Rodrigo y le concede la mano de Jimena en matrimonio. Ordóñez acepta y además le pide disculpas a Rodrigo las cuales este acepta y le perdona.

## Reparto
| Personaje                 | Actor de doblaje       |
| ------------------------- | ---------------------- |
| Rodrigo Díaz de Vivar     | Manel Fuentes          |
| Jimena Díaz               | Natalia Verbeke        |
| Conde de Gormaz           | Sancho Gracia          |
| Don Diego Laínez          | Manolo García          |
| Rey Fernando I            | Arsenio Corsellas      |
| Rey Alfonso VI / Narrador | Juan Antonio Bernal    |
| Urraca de Zamora          | Loles León             |
| Sancho                    | Sergio Zamora          |
| Vellido Dolfos            | Ricky Coello           |
| Conde Ordóñez / Ben Yusuf | Carlos Latre           |
| Príncipe Al-Mutamin       | Daniel García          |
| Garcés                    | Miguel Ángel Rodríguez |
| Álvar Fáñez               | Eduard Farelo          |

## Ventas internacionales
Fue vendida a casi 20 países, aunque en muchos no tuviera éxito, le sirvió a la productora para lanzar otra película: Donkey Xote.

## Música
Entre las principales canciones de su banda sonora destaca "La fuerza de mi corazón", interpretada por el cantante puertorriqueño Luis Fonsi y por Christina Valemi.

## Premios
- 2004
  - Goya - Mejor Película de Animación